# Santa Eulàlia de Pi
Santa Eulàlia de Pi és l'església parroquial de Pi, Bellver de Cerdanya (Cerdanya) inclosa a l'Inventari del Patrimoni Arquitectònic de Catalunya.

## Descripció
Es tracta d'una església construïda amb pedra, d'una nau capella laterals. Té una volta de canó apuntada amb llanterna. De la primitiva construcció en resten els murs laterals i la porta sud, no visible exteriorment. Té un reracor de fusta i una portalada allindada als peus amb la data de 1775, i amb òcul superior, orientat a ponent. També té una torre campanar de secció quadrada d'important dimensió amb relació a l'església construïda amb pedra.

## Història
L'església, d'origen altmedieval, fou objecte de diverses transformacions al llarg dels segles, principalment en el segle xviii, quan s'amplià notòriament fent desaparèixer l'absis. De la primitiva construcció en resten els murs laterals i la torre.
D'aquesta parròquia en depenien els pobles de Cortariu i Nèfol.